# Bernd Nickel
Bernd Nickel (født 15. marts 1949 i Siegbach, Tyskland, død 27. oktober 2021) var en tysk fodboldspiller (offensiv midtbane/angriber).
Bortset fra et enkelt år i Schweiz hos BSC Young Boys spillede Nickel hele sin aktive karriere hos Eintracht Frankfurt i Bundesligaen. Han nåede at spille mere end 400 ligakampe for klubben, som han hjalp til tre triumfer i DFB-Pokalen samt sejr i UEFA Cuppen i 1980.
Nickel spillede fra 1968 til 1972 41 kampe og scorede 18 mål for Vesttysklands amatørlandshold og var blandt andet med ved OL 1972 i München, hvor han spillede alle kampene. Vesttyskland vandt sin indledende pulje, men tabte i mellemrunden til både Ungarn og DDR og var dermed ude af turneringen. Han fik desuden én kamp for A-landsholdet, en EM-kvalifikationskamp mod Malta 22. december 1974.

## Titler
DFB-Pokal
- 1974, 1975 og 1981 med Eintracht Frankfurt

UEFA Cup
- 1980 med Eintracht Frankfurt